# دانشگاه ملی تاجیکستان
دانشگاه ملی تاجیکستان (به سیریلیک:Донишгоҳи миллии Тоҷикистон) در شهر دوشنبه جای دارد.

## تاریخچهٔ دانشگاه
در ۲۱ مارس ۱۹۴۷ شورای وزیران اتحاد جماهیر شوروی سوسیالیستی تشکیل این دانشگاه را تصویب کرد و در ۱ سپتامبر ۱۹۴۸ این دانشگاه آغاز به کار نمود. در آغاز، دانشگاه دولتی ملی تاجیکستان نامیده می‌شد؛ سپس به دانشگاه ملی تاجیکستان تغییر نام داد. این دانشگاه دارای ۱۵ دانشکده، انتشارات، کتابخانه و باغ گیاه‌شناسی است و ۵۶ رشته در آن تدریس می‌شود.
اکنون دارای ۱۸ هزار دانشجو و ۱۲۰۰ استاد است. رئیس دانشگاه محمدیوسف اماموف است.
او قبل از اینکه به این پست منصوب شود، ریاست دانشگاه اسلاوی تاجیکستان و روسیه را به عهده داشت.
یکی از دانشکده‌های مشهور این دانشگاه این دانشکده زبان‌های آسیایی و اروپایی است که سالهای اخیر در آن کادرهای زیادی پرورش یافته‌اند.
در این دانشکده زبان‌های انگلیسی، فرانسوی، عربی، فارسی و غیره تدریس می‌شود.
دانشکده حقوق از جمله دانشکده‌های مهم دیگر این دانشگاه است.
در این دانشگاه شیوه تدریس به دو نوع تقسیم شده‌است: قسم روزانه (حضوری)، و قسم غایبانه (غیرحضوری).